# Стимбой
Стимбой (яп. スチームボーイ, Сути:мубо:и, от англ. Steam + англ. boy паровой мальчик) — аниме жанра стимпанк, выпущенное студией Sunrise при участии Production I.G и Studio 4°C 17 июля 2004 года. Вторая крупная работа (после аниме «Акира») режиссёра Кацухиро Отомо. Самое дорогое полнометражное аниме на момент выхода (затраты на производство составили 2,4 миллиарда иен, около 21,6 миллиона долларов). Снималось более 8 лет, было использовано 180 000 индивидуальных рисунков, а также 400 сцен с использованием компьютерной графики.

## Сюжет
Группа людей во главе с профессором Ллойдом Стимом и его сыном Эдвардом Стимом в пещере собирает воду в колбы для последующих опытов. На Аляске (Русская Америка) проводится опыт со сферой, которым также руководит профессор Ллойд. Опасность опыта вынуждает Эдварда вопреки желанию отца закрыть вентиль и остановить опыт, но труба лопается и пар обжигает его. Камера со сферой взрывается, не повредив её.
Манчестер, 1866 год. Рэй, мальчик тринадцати лет, работает на ткацкой фабрике и дома собирает моноколесо. Он получает посылку от дедушки с письмом и чертежами и металлической сферой. Спустя несколько минут приходят два человека — Альфред и Джейсон, представляющие интересы американского консорциума О’Хара, с целью забрать сферу. В это время появляется Ллойд. Начинается борьба, и Рэй убегает, используя моноколесо. Роберт Стефенсон, ехавший в это время на поезде видит погоню, и его ассистенту Дэвиду удаётся спасти Рэя. Продолжив путь с новыми спутниками, Рэй снова подвергается нападению, в результате которого его похищают.
Прибыв в Лондон, Рэй знакомится со Скарлетт О’Харой — внучкой основателя консорциума, Арчибальдом Саймоном — управляющим делами консорциума, а также встречает своего отца Эдварда, после опыта со сферой потерявшего руку. Эдвард и Рэй, а с ними и Скарлетт осматривают здание — паровую цитадель, работающую на сферах. Эдвард рассказывает историю их создания, и как его пути и пути отца разошлись. Рэй помогает в строительстве цитадели, попутно заводя дружбу со Скарлетт.
Ллойду удаётся сбежать из камеры, и он решает разрушить цитадель изнутри. Встретив Рэя, он рассказывает истинную историю и мотивы его отца. Обманутый Рэй с помощью деда похищает сферу. Спасают его на корабле профессор Стефенсон, которому он и передаст сферу.
На выставку прибывают главы государств. Англичане начинают штурм здания с целью предотвратить торговлю оружием, но встретив сопротивление отступают. Так начинается столкновение двух сторон. Стефенсон использует сферу для своих военных нужд. С обеих сторон выступают различные изобретения, что и демонстрируется главам государств. Эдвард решает запустить цитадель на полную мощность. Рэй же забирает сферу, и быстро смастерив летательное устройство возвращается в цитадель, которая уже находится в воздухе. Нестабильная работа гигантской машины угрожает всему городу, и Рэй с дедушкой возвращают её на Темзу, где и происходит взрыв. Рэй спасает Скарлетт, а Эдвард и Ллойд уплывают на подводной лодке.
Финальные титры показывают дальнейшие события. Рэй возвращается домой к матери, и позже путешествует по миру, используя летательный ранец из цитадели. Ллойд перед смертью показывает Рэю электричество (горящая лампа), битвы Первой мировой войны проходят с дирижаблями и десантниками, его отец стал суперзлодеем, а Скарлетт известным пилотом.

## Список персонажей
Джеймс Рэй Стим (яп. ジェームス・レイ・スチム Дзе:мусу Рэй Сутиму) — Главный герой, юный изобретатель 13 лет, живущий в Манчестере. Весь свой талант он унаследовал от отца и дедушки. С самого начала повествования он проявляется на работе, когда Рэй останавливает разрушение ткацкой фабрики. В бегстве от людей консорциума он использует построенное им моноколесо, а также в конце достаточно быстро смог найти выход и соорудить летательное устройство из костюма и паросферы. Он не желает, чтобы технологии использовались во вред, однако, юный возраст не позволяет трезво взглянуть на мир — с одной стороны величие и мощь технологий, которые хочет использовать его отец Эдвард, с другой — дедушка Ллойд, считающий многие изобретения, в том числе цитадель, лишь оружием. Несмотря на трудный выбор, Рэй стойкий и отважный человек, преодолевает многие трудности, включая спасение Скарлетт.
Сэйю: Ан Судзуки
Скарлетт О'Хара Сент-Джонс (яп. スカーレット・オハラ・セントジョーンズ Сука:рэто Охара Сэнтодзёндзу) — Внучка основателя консорциума О’Хара, дочь Чарльза О’Хары. Производит впечатление самодовольной аристократки, за которой ухаживают толпы слуг, и как она сама говорит, имеет пять мам. Всегда пытается привлечь к себе внимание Рэя постоянными подколками. Имеет чихуахуа по кличке Колумб, которого постоянно постукивает. Очень юна, поэтому способна подвергнуть себя угрозам со стороны, например, попытке влезть в закрывшийся лифт или прогулки по полю боя. Однако, не желает кому-либо смерти и пришла в ужас, увидев мёртвых людей. Помогла Рэю будучи в комнате управления цитаделью. Во время титров одна из картин показывает, что стала пилотом самолёта.
Сэйю: Манами Кониси
Эдвард Стим (Эдди) (яп. エドワード・スチム（エディ） Эдовадо Сутиму (Эди)) — Отец Рэя. Изобретатель паровых военных машин для консорциума О’Хара. Вместе с отцом занимался добычей воды для опытов с высоким давлением, во время которых его обожгло паром. Эдвард потерял руку (установлен протез) и волосы на его голове растут клочками, чем производит впечатление обезумевшего учёного. 10 лет назад он впервые принял участие в проекте строительства паровой цитадели. Считает, что это одно из самых великих изобретений, когда-либо созданных на благо человека. В этом его мнение с мнением отца разошлись.
Сэйю: Масанэ Цукаяма
Ллойд Стим (яп. ロイド・スチム Ройдо Сутиму) — Дедушка Рэя, отец Эдварда. Изобретатель, начавший строительство паровой цитадели, впоследствии поменявший свои взгляды на это изобретение, и пожелавший уничтожить его. Несмотря на возраст, очень крепкий. По его мнению наука должна служить человечеству на благо, и ни в коем случае не использоваться для ведения войны. Наставляет Рэя на путь против отца, объясняя это тем, что Эдвард продал душу изобретателя в обмен на деньги. Во время титров показывают, что ушёл из жизни в 1869 году.
Сэйю: Кацуо Накамура
Роберт Стефенсон (яп. ロバート・スチーブンスン Роба:то Сути:бунсун) — Учёный, работает на английское правительство, занимается изобретением паровых машин, строит железные дороги. Основан на реальном Роберте Стефенсоне. Дэвид говорит, что он и отец Рэя вместе работают 20 лет, однако сам называет это соперничеством. Во время событий аниме это подтверждается, так как он старается не уступать в изобретательности семье Стимов. Тоже обманул Рэя, пытался использовать паросферу для военных паровых машин, но не смог ничего противопоставить паровой цитадели.
Сэйю: Киёси Кодама
Дэвид (яп. デイビッド Дэйбиддо) — Ассистент Роберта Стефенсона, умный и решительный человек, спасший Рэя во время погони. Несмотря на первое впечатление, такой же алчный одержимый технологиями человек, верящий что мир подчиняется науке. Понимая, что Стефенсон, проиграв войну, будет виноват перед своим начальством, готов бросить его. Пытается склонить Рэя на свою сторону и предлагает открыть фабрику ради денег, используя паросферу. Получив отказ, пытался поломать паросферу, но получил ожог лица паром.
Сэйю: Ики Савамура
Арчибальд Саймон (яп. アーチボルド・サイモン А:тиборудо Саимон) — Управляющий делами консорциума О’Хара. Несмотря на свой статус слабонервный человек, всегда услуживающий госпоже Скарлетт. Также являлся экскурсоводом глав государств во время выставки. Во время побега Рэя со сферой несмотря на опасность для корпорации и цитадели останавливает Альфреда, когда тот стрелял в Рэя.
Сэйю: Сатору Сато
Альфред Смит (яп. アルフレッド・スミス Аруфуреддо Сумису) — Служащий консорциума О’Хара, спокойный человек с мягким голосом, производит впечатление очень порядочного человека, но очень легко выходит из себя, если не может чего-то добиться. Неоднократно пытался убить Рэя, стреляя в него или управляя железными руками для строительства цитадели. Именно он со своим компаньоном Джейсоном сначала охотились на профессора Ллойда, а затем пытались отобрать сферу у Рэя.
Сэйю: Сусуму Тэрадзима
Джейсон (яп. ジェイソン Джеисон) — Служащий консорциума О’Хара, компаньон Альфреда. Вместе с ним выполнял «грязную» работу. Всегда сохраняет каменное выражение лица. Также пытался убить Рэя, используя летательный костюм с пулемётами, но побеждён Рэем — утоплен.
Сэйю: Тэцу Инада
Адмирал — Респектабельный человек, рыцарь Ордена Подвязки, представитель английского правительства для профессора Стефенсона. По его мнению, война выигрывается не техникой, а человеком. Демонстрирует стереотипное британское самообладание, спокойно выпивая чашечку чая на палубе во время битвы рядом.
Сэйю: Осаму Сака
Матушка Рэя (яп. レイの母親 Рэй но Хахаё) — Мать Рэя, жена Эдварда. Дед Рэя — её свёкор. Обычная женщина, тем не менее отважная, стукает Джейсона подушкой, когда он погнался за Рэем. Добровольно обучает соседских детей.
Сэйю: Кэйко Айдзава
Эмма (яп. エマ Эма) — Подруга Рэя.
Сэйю: Санаэ Кобаяси
Томас (яп. トーマス Томасу) — Брат Эммы.
Сэйю: Аико Хиби

## Издания
Впервые фильм вышел в прокат в японских кинотеатрах 17 июля 2004 года. В США фильм показывался в ограниченном количестве кинотеатров 18 марта 2005 года, и дополнительно 25 марта. Были выпущены две версии фильма: оригинальная японская с английскими субтитрами и дублированная на английский язык, но сокращённая на 15 минут. В озвучивании английской версии принимали участие известные актёры Анна Пэкуин, Альфред Молина и Патрик Стюарт.
Выпуск фильма на DVD в Японии состоялся 15 апреля 2005 года, в Австралии 22 июня 2005, в США 26 июля 2005 года, в Великобритании 27 марта 2006 года. В Японии помимо стандартной версии выпущено коллекционное издание на 4-х дисках, содержащее:
- фильм на первом диске;
- второй диск «Archive Side» с промороликами, трейлерами и др.;
- третий диск «Visual Making Side» о создании визуальной части;
- четвёртый диск «Sound Making Side» о звуковой части фильма;
- 36-страничный буклет.

В США издавались оригинальная японская и сокращённая дублированная на английский язык версии. Оригинальная японская продавалась как режиссёрская с дополнительными материалами и бонусами:
- интервью с режиссёром Кацухиро Отомо;
- Multi-Screen Landscape Study;
- конечный монтаж;
- производственные рисунки;
- Animation Onion Skins;
- широкоэкранная презентация;
- эксклюзивная иллюстрированная почтовая карточка Отомо.

Дополнительно был выпущен подарочный набор режиссёрской версии (оригинальная японская), содержащий в себе:
- фильм на DVD с дополнительными материалами;
- 166-страничный буклет с дизайном персонажей, изобретений и сюжетными подробностями;
- 10 коллекционных карточек;
- 22-страничную мангу.

В России и СНГ локализатором и дистрибьютором является компания MC Entertainment. Фильм выпущен на DVD с дублированным русским переводом в 2005 году. Также показ осуществлён по телеканалу «2x2».
В 2007 году фильм вышел на Blu-Ray носителе в высоком качестве.

### Манга
Отдельно издавались манга в 2 томах.

### Игра
Позже в Японии, компанией Bandai, была выпущена игра для Playstation 2, разработанная компаниями cavia и SIMS.

### Саундтрек
Музыкальные темы к аниме написал талантливый американский композитор Стив Яблонски, который пишет музыку для кинофильмов, телевидения и видеоигр. Среди его работ — музыкальные темы к фильмам «Остров» (2005), «Трансформеры» (2007).

### Сиквел
Продолжение официально было анонсировано 17 июля 2004 года (то есть в день премьеры). Сообщалось, что над фильмом уже работают, а выпуск планировался в течение 2-3 лет. Вторая часть фильма должна была рассказать о дальнейших приключениях Рэя. Кроме того, создатели сообщали о намерении сделать отдельную работу Steamgirl, посвящённую Скарелет. Однако на сегодняшний день новых известий о фильме не было и не известно, будет ли это полнометражный фильм или телесериал.

## Критика
В 2004 году фильм получил премию в номинации «Лучший анимационный полнометражный фильм» на Каталонском международном кинофестивале. Фильм получил много положительных рецензий от различных критиков именитых изданий.